# Мицевский, Ванчо
Ванчо Мицевский (макед. Ванчо Мицевски; 28 августа 1971, Скопье) — югославский и северомакедонский футболист, нападающий. Выступал за сборную Республики Македонии.

## Биография
Начал играть на взрослом уровне в сезоне 1989/90 в клубе «Работнички» в одной из низших лиг Югославии. С 1990 года играл за «Пелистер» (Битола) в первом дивизионе Югославии, а затем, после распада страны — в чемпионате Республики Македонии. Финалист Кубка Республики Македонии 1992/93.
С 1994 года играл за «Силекс» (Кратово), в его составе в сезоне 1994/95 стал вице-чемпионом, а в сезоне 1995/96 — чемпионом Республики Македонии. В осенней части сезона 1996/97 забил 16 голов, что позволило ему стать лучшим бомбардиром чемпионата, а также во второй раз стал золотым медалистом, однако после первого круга покинул команду.
В начале 1997 года перешёл в бельгийский «Мехелен», где провёл полтора года. В высшем дивизионе Бельгии весной 1997 года сыграл 12 матчей и забил один гол, а его команда понизилась в классе, следующий сезон провёл во втором дивизионе. В сезоне 1998/99 играл в третьем дивизионе Германии за «Унион» (Берлин).
Вернувшись на родину, играл за клубы «Пелистер», «Победа», «Маджари Солидарность» и «Силекс». В составе «Пелистера» в сезоне 2000/01 стал обладателем Кубка Македонии, забив один из голов в финале в ворота клуба «Слога Югомагнат» (2:1), а в чемпионате вошёл в пятёрку лучших бомбардиров (12 голов). В сезоне 2001/02 занял второе место в споре бомбардиров (19 голов).
Всего за карьеру в высшей лиге Республики Македонии забил 108 голов (по другим данным — 128), является одним из лидеров по числу голов за всю историю.
В сборной Республики Македонии дебютировал в первом в её истории матче, 13 октября 1993 года против Словении, заменив на 86-й минуте Зорана Бошковского. Первые голы забил 14 мая 1994 года, сделав «дубль» в ворота Албании (5:1). Всего в 1993—1998 годах сыграл 8 матчей за сборную (по другим данным 9) и забил 4 гола.